# Point Avoid
Point Avoid är en udde i Australien. Den ligger i kommunen Lower Eyre Peninsula och delstaten South Australia, omkring 300 kilometer väster om delstatshuvudstaden Adelaide.
Trakten är glest befolkad. Det finns inga samhällen i närheten. 
Genomsnittlig årsnederbörd är 579 millimeter. Den regnigaste månaden är juni, med i genomsnitt 131 mm nederbörd, och den torraste är januari, med 16 mm nederbörd.